# Köniz
Köniz là một đô thị trong huyện Bern-Mittelland, bang Bern, Thụy Sĩ. Đô thị này có diện tích 51 km², dân số thời điểm tháng 12 năm 2020 là 42388 người.